# Simancas
Simancas es un municipio y localidad española de la provincia de Valladolid, en la comunidad autónoma de Castilla y León. La población del término municipal asciende a 5538 habitantes (INE 2024). En la localidad, ubicada junto al río Pisuerga, se encuentra el Archivo General de Simancas.

## Geografía

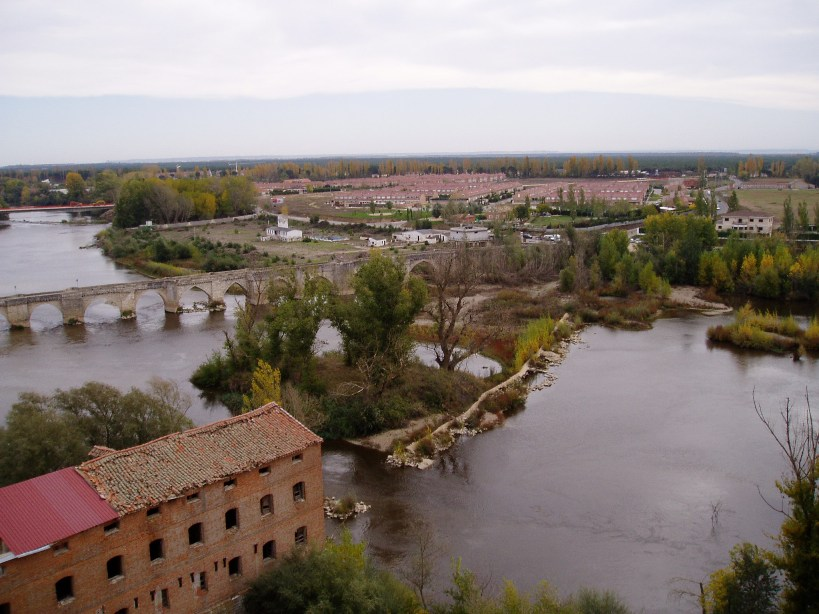
Vista del puente de Simancas y del río Pisuerga desde el Mirador.

El término municipal se encuentra en la parte central de la provincia de Valladolid, en la comunidad autónoma española de Castilla y León. Está integrado en la comarca de Campiña del Pisuerga. La localidad se alza en la margen derecha del río Pisuerga, a unos 14 km de la capital provincial, ubicada aguas arriba. Pertenece geográficamente a la Submeseta Norte, en la cuenca hidrográfica del Duero. El denominado Camino de Santiago de Madrid pasa por la localidad.
El término municipal está atravesado por la autovía de Castilla (A-62) entre los pK 133 y 138, además de por la carretera autonómica CL-600, que se dirige hacia Boecillo y Tudela de Duero.
El relieve del municipio está caracterizado por el valle del Pisuerga en su tramo final, estando incluida en su territorio la desembocadura en el río Duero. Por el norte y el oeste se encuentran los páramos de los Montes Torozos, que se inician en las cercanías del pueblo en el páramo conocido como Perdigueras (842 m). La altitud del municipio oscila entre los 846 m al noroeste y los 677 m en la desembocadura del río Pisuerga. El pueblo se alza a 715 m sobre el nivel del mar.
| Noroeste: Robladillo | Norte: Ciguñuela | Noreste: Arroyo de la Encomienda |
| Oeste: Geria         |                  | Este: Valladolid                 |
| Suroeste: Geria      | Sur: Valladolid  | Sureste: Valladolid              |

## Historia

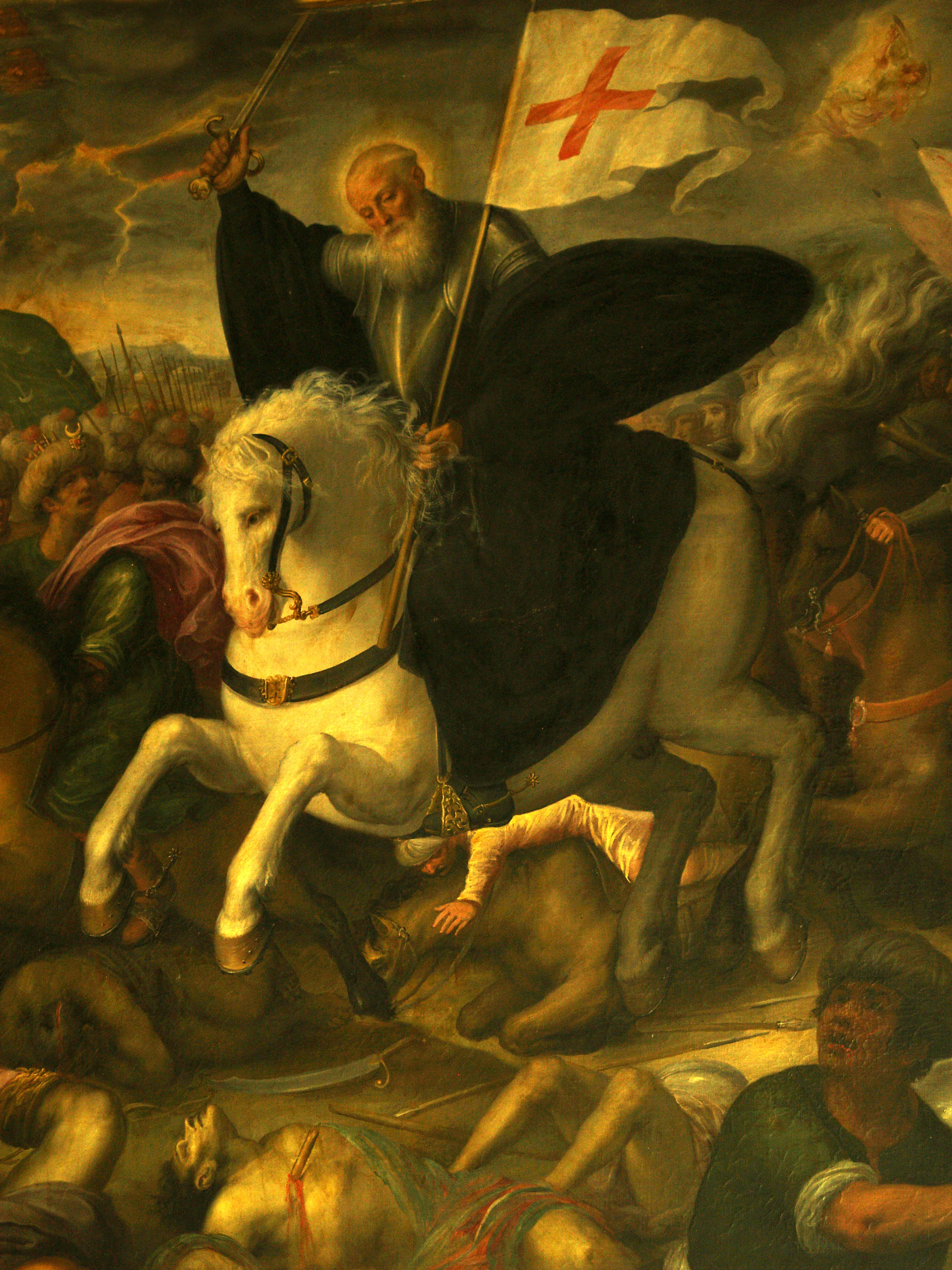
San Millán en la batalla de Simancas. Monasterio de San Millán de Yuso.

En las afueras de Simancas se encuentra la tumba megalítica de Los Zumacales, un monumento funerario megalítico tipo crómlech del neolítico. En la época romana fue la ciudad conocida como Septimanca en territorio de los vacceos.
Sobre el cauce del río Pisuerga queda el puente medieval, heredero del que prestó servicio a la calzada romana. Hasta el siglo XII fue la localidad vallisoletana más importante junto a Cabezón. Ocupada por el ejército de Alfonso I de Asturias en el año 753 y conquistada definitivamente por Alfonso III de Asturias en el 883. Tras la Batalla de Rueda fue tomada y destruida por Almanzor.
La leyenda del tributo de las siete doncellas (motivo recurrente: Carrión de los Condes, Logroño..): en los tiempos de Abderramán II existía el tributo que llamaban de las siete doncellas, que se entregaban anualmente a los caudillos árabes; pero, en cierta ocasión, cuando iban a ser entregadas las doncellas, en un acto de rebeldía, estas se cortaron una mano y entonces Abderramán dijo una frase que posteriormente daría nombre a este puebloː "Si mancas me las dais, mancas no las quiero".La leyenda inspiró varias obras literarias: destacan Las doncellas de Simancas de Lope de Vega, quien recupera algunos motivos en otra comedia de tema histórico intitulada Las famosas asturianas.
En el año 939, junto a los muros de la ciudad, se libró una batalla entre las tropas cristianas de Ramiro II de León y el califa musulmán Abderramán III conocida como la batalla de Simancas.

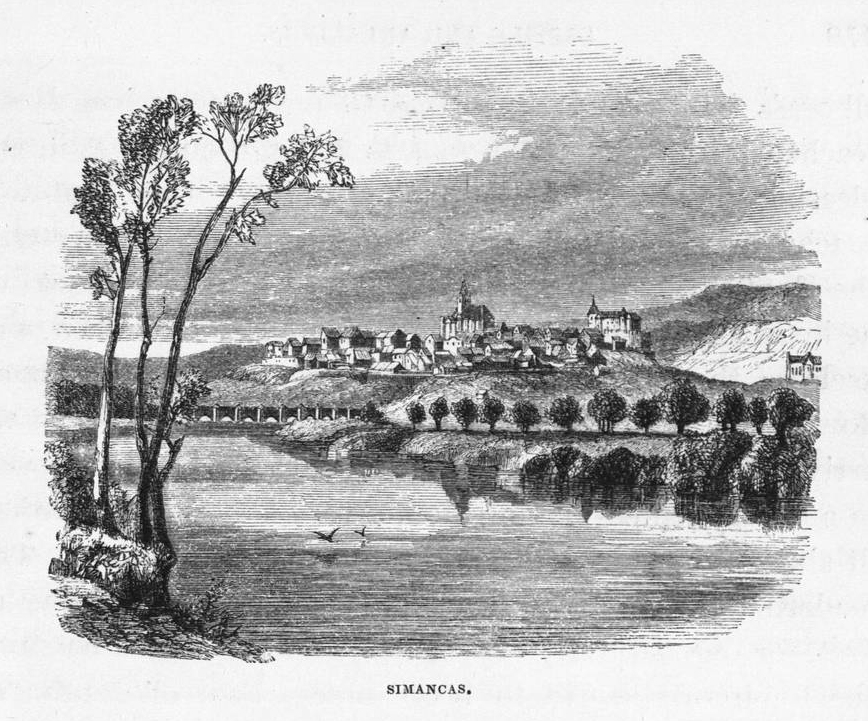
Simancas a mediados del siglo

A mediados del siglo XVIII la localidad era descrita de la siguiente manera:

Tiene la villa tres edificios principales, el uno la fortaleza o Archivo Real, labrado en sillería donde los Reyes de España, tienen su archivo de todos los papeles pertenecientes a su corona, y de todo el reino; así de patronato real, como de los caballeros de España, Nápoles, Sicilia. Sobre el río hay otro palacio grande y de hermosa vista; y en este se crio el emperador Ferdinando, hermano de Carlos V; pues aquí estaba cuando murió el Rey Católico su abuelo; y aquí vinieron la chancillería de Burgos a entregarse a él como consta de la historia de Carlos V, escrita por Prudencio de Sandoval su cronista. Y en el medio de la villa está la iglesia de El Salvador, de hermosa y magnífica arquitectura de mármoles y bóveda de piedra como demuestra la misma fabª.
Tomado del manuscrito de Manuel Bachiller (1755)

En 1812 hubo una nueva batalla de Simancas entre las tropas aliadas (españoles, ingleses y portugueses), mandadas por Wellington, contra las tropas de Napoleón, que se batían en retirada tras la batalla de los Arapiles.

## Demografía
Cuenta con una población de 5538 habitantes (INE 2024).
| Gráfica de evolución demográfica de Simancas entre 1842 y 2021                                                        |
| |
| Población de derecho según los censos de población del INE. Población de hecho según los censos de población del INE. |

| 1996          | 2900 | 3952 | 4413 | 5331 | 5214 | 5423 |
| (Fuente: INE) |      |      |      |      |      |      |

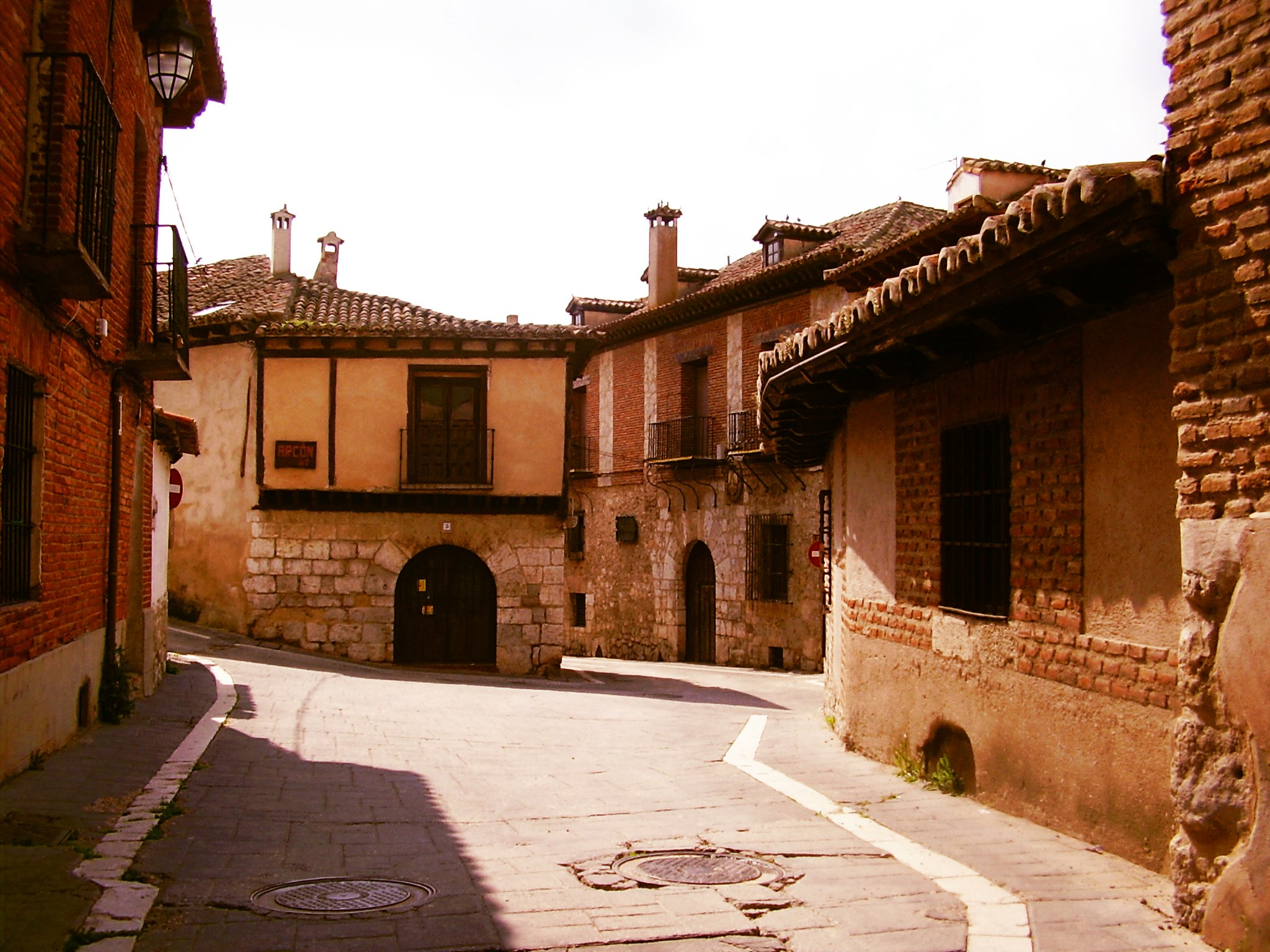
Una calle de Simancas

A principios de 2007, la población de hecho de Simancas superaba ampliamente —según los datos que barajaba el propio Ayuntamiento—, los escasos 5000 habitantes que figuraban empadronados.

## Administración y política
| Elecciones municipales de 2019 en Simancas | Elecciones municipales de 2019 en Simancas | Elecciones municipales de 2019 en Simancas | Elecciones municipales de 2019 en Simancas | Elecciones municipales de 2019 en Simancas |
| Partido político                           | Concejales                                 | Votos                                      | Porcentaje                                 |                                            |
| ------------------------------------------ | ------------------------------------------ | ------------------------------------------ | ------------------------------------------ | ------------------------------------------ |
| Partido Popular (PP)                       | 6                                          | 1204                                       | 40,91 %                                    |                                            |
| Toma La Palabra (TLP)                      | 2                                          | 485                                        | 16,31 %                                    |                                            |
| Ciudadanos-Partido de la Ciudadanía (Cs)   | 2                                          | 470                                        | 15,8 %                                     |                                            |
| Partido Socialista Obrero Español (PSOE)   | 2                                          | 464                                        | 15,6 %                                     |                                            |
| Vox                                        | 1                                          | 320                                        | 10,76 %                                    |                                            |

| Elecciones municipales de 2015 en Simancas                          | Elecciones municipales de 2015 en Simancas | Elecciones municipales de 2015 en Simancas | Elecciones municipales de 2015 en Simancas | Elecciones municipales de 2015 en Simancas |
| Partido político                                                    | Concejales                                 | Votos                                      | Porcentaje                                 |                                            |
| ------------------------------------------------------------------- | ------------------------------------------ | ------------------------------------------ | ------------------------------------------ | ------------------------------------------ |
| Partido Popular (PP)                                                | 7                                          | 1181                                       | 44,85 %                                    |                                            |
| Partido Socialista Obrero Español (PSOE)                            | 3                                          | 648                                        | 24,61 %                                    |                                            |
| Ciudadanos-Partido de la Ciudadanía (Cs)                            | 3                                          | 551                                        | 20,93 %                                    |                                            |
| Candidatura Independiente-Ciudadanos de Centro Democrático (CI-CCD) | 0                                          | 139                                        | 5,28 %                                     |                                            |

## Monumentos y lugares de interés

### El castillo

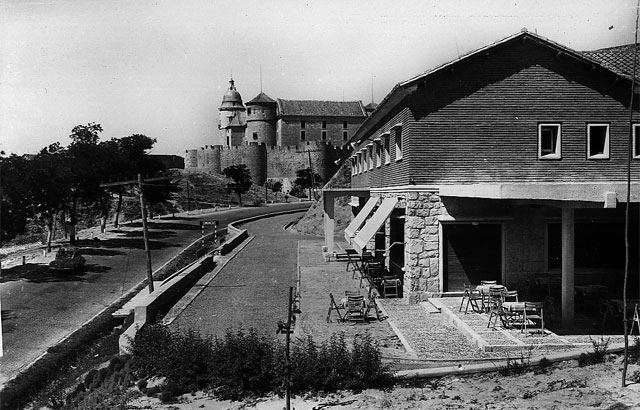
Vista del parador en primer plano y el castillo de Simancas al fondo a mediados del siglo.

En el siglo XV la familia Enríquez, almirantes de Castilla, ejercía el señorío de Simancas. Reconstruyeron la vieja fortaleza árabe y de esta época es la capilla. Poco después, los Reyes Católicos la reclamaron para la corona y la convirtieron en prisión de Estado.
Aquí estuvo preso y fue ejecutado con garrote vil el obispo de Zamora, Antonio de Acuña, capitán comunero de Castilla. La ejecución fue ordenada por el alcalde Ronquillo en 1521, en uno de los cubos del castillo, llamado ahora, Torre del Obispo. Este personaje tomó parte activa en la batalla de Villalar. Los tres comuneros (Padilla, Bravo y Maldonado) fueron ejecutados al día siguiente de la batalla, pero él fue encerrado en la torre del castillo dándole la oportunidad de arrepentirse. No se arrepintió sino que estranguló al alcaide de la fortaleza y al tratar de huir fue capturado de nuevo; el alcalde Ronquillo ordenó su muerte.

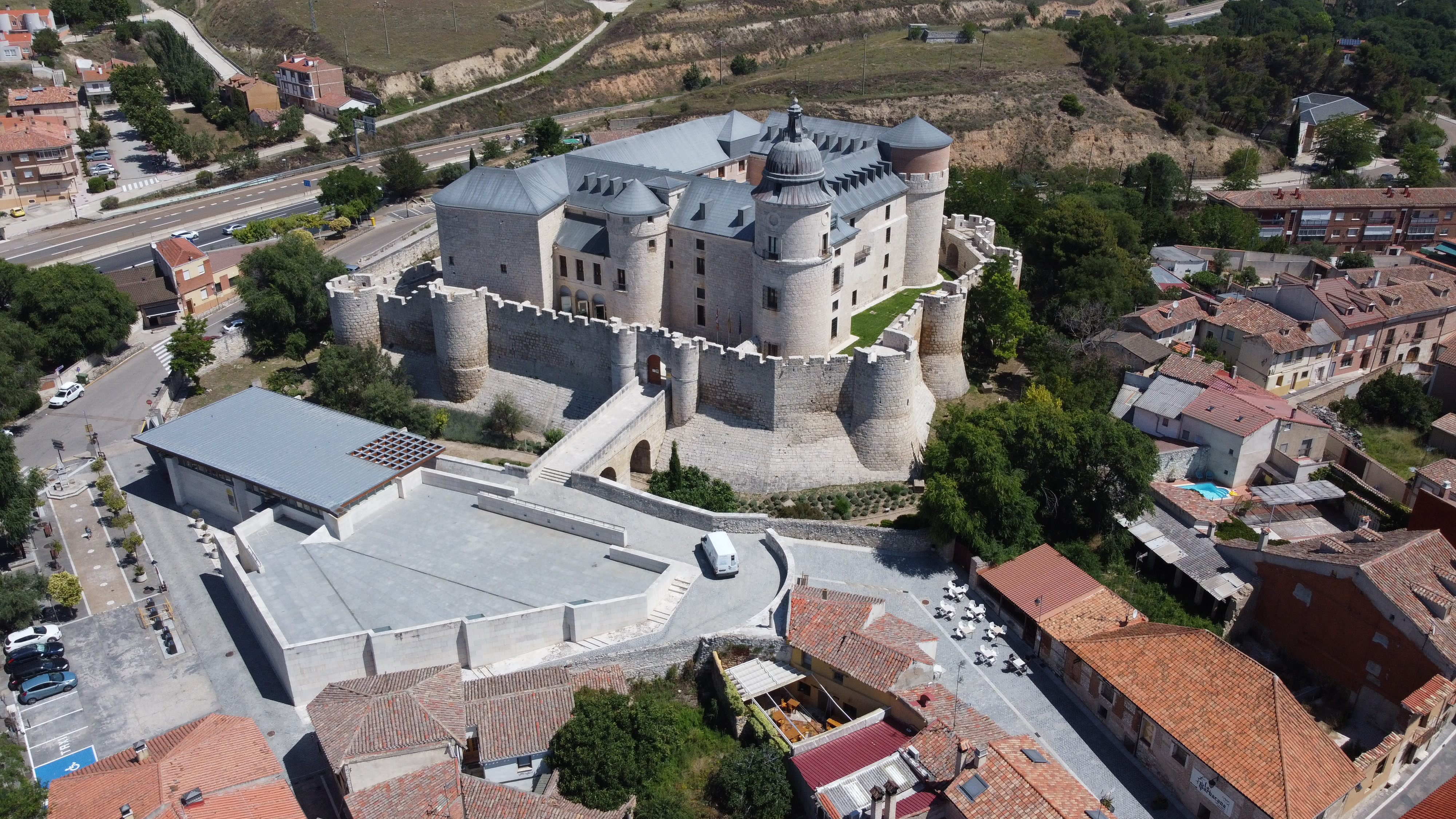
Vista aérea del castillo de Simancas y su entorno.

Felipe II transformó el castillo en Archivo General del Reino, ahora conocido como Archivo General de Simancas, albergando uno de los archivos más importantes de Europa, con 35 millones de documentos. Las reformas que se hicieron dieron lugar al aspecto que tiene en la actualidad.

El muro que lo rodea, los cubos, las almenas, el foso, la entrada y dos puentes son de la época medieval, finales del siglo XV. La capilla fue reformada por la familia Enríquez en el siglo XV; la actual es una reforma de los años 1950. Tiene una hermosa bóveda estrellada pintada, donde están representadas las armas de sus fundadores: Alonso Enríquez y Mª de Velasco. Se conserva también la cámara de tormentos.

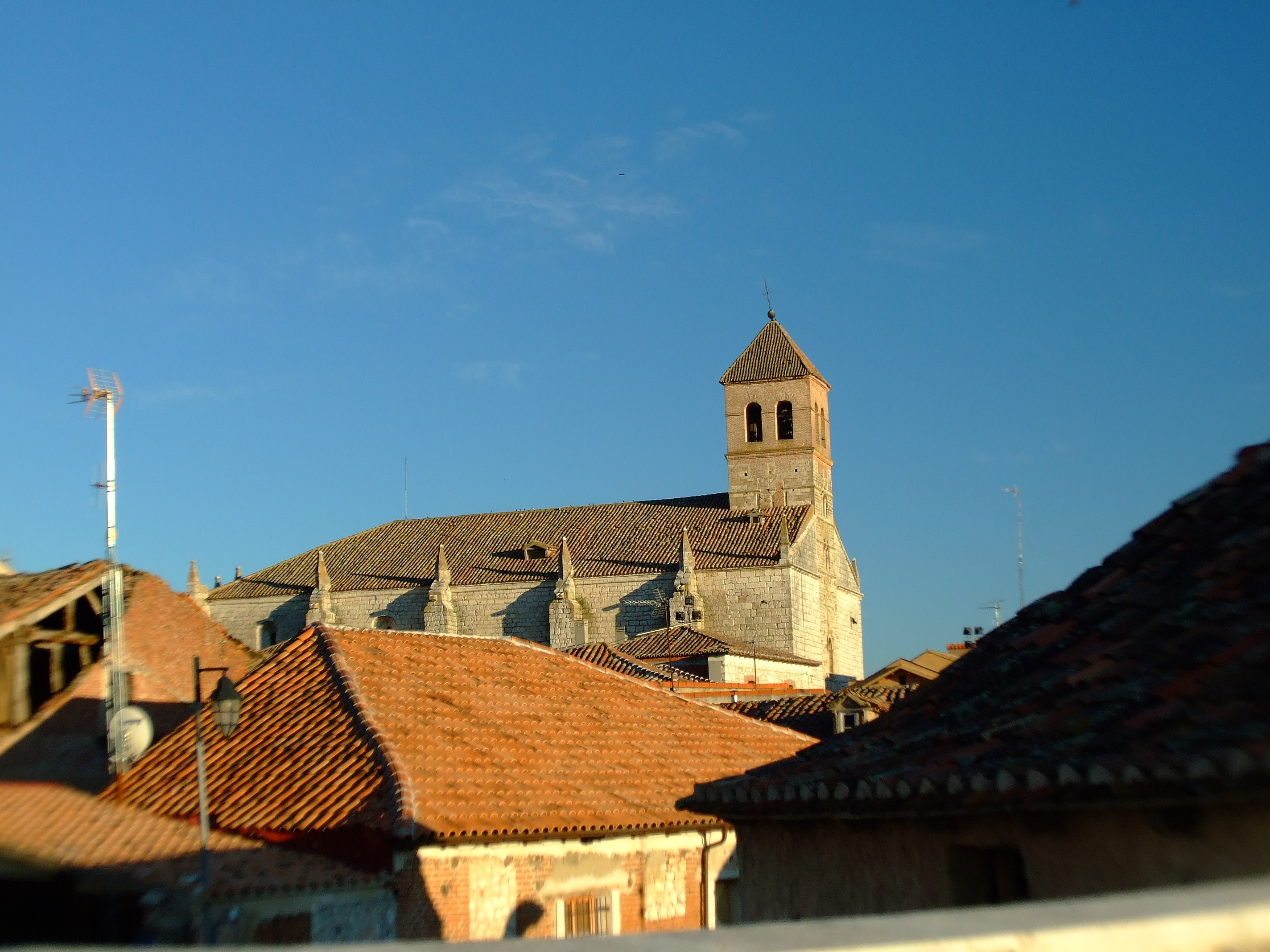
La iglesia de El Salvador preside la vista del casco del municipio.

El castillo propiamente dicho se debe a las reformas del siglo XVI, de Juan de Herrera y Francisco de Mora. Se proyectó la linterna de la Torre del Obispo con forma acampanada. Hubo más reformas en los siglos XVII y XVIII.
Se han efectuado grandes e importantes obras para conservar el edificio como Archivo General. Entre otras estancias valiosas existe una cámara incombustible donde están la mayoría de los documentos.

## Cultura

### Folclore
Historia del tributo de las «Siete doncellas»
En el año 783, Mauregato (hijo bastardo de Alfonso I de Asturias) toma el trono asturiano con la ayuda de Abderramán I, con quien se compromete al pago del tributo de las cien doncellas por su colaboración. En el año 788, los condes Don Arias y Don Oveco, se rebelaron contra el rey Mauregato y lo mataron como venganza de haber otorgado a los moros el tributo de las cien doncellas. El rey Bermudo I, su sucesor, quiere acabar con el tributo, sustituyéndolo por un pago en dinero. A Bermudo le sucede Alfonso II, el Casto (791-842), quien rechaza también el tributo en dinero, y entra en batalla con los moros para evitar su pago, venciendo en la batalla de Lutos y matando al capitán moro Mugait, con lo que consigue su propósito.

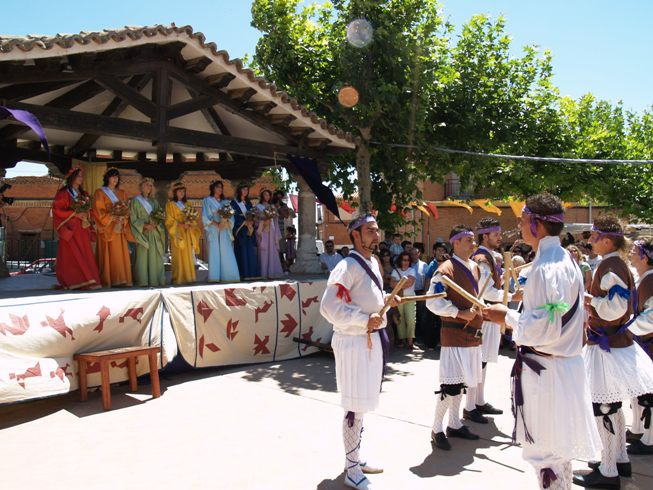
El rito del «paloteo» ante las Doncellas en el templete de la Plaza Mayor de Simancas, año 2006.

Posteriormente Abderramán II, en tiempos del rey Ramiro I, se atreve a pedir de nuevo el tributo de las cien doncellas. Este hallándose en una situación de debilidad, y tras reunir a sus consejeros accede de nuevo al pago del tributo. Con el tributo vigente de nuevo, se da el hecho/leyenda de que, los de Simancas entregan las siete doncellas que les corresponden, con las manos cortadas. Se dice que las jóvenes, en un acto de gran valentía, decidieron cortarse las manos para evitar que se las entregara, algo que, según la leyenda, consiguieron. Como consecuencia de este hecho los cristianos salen a pelear con los moros, dándose la batalla de Clavijo. El ejército moro es vencido, y desaparece el tributo de las cien doncellas, instaurándose como agradecimiento el voto de Santiago.

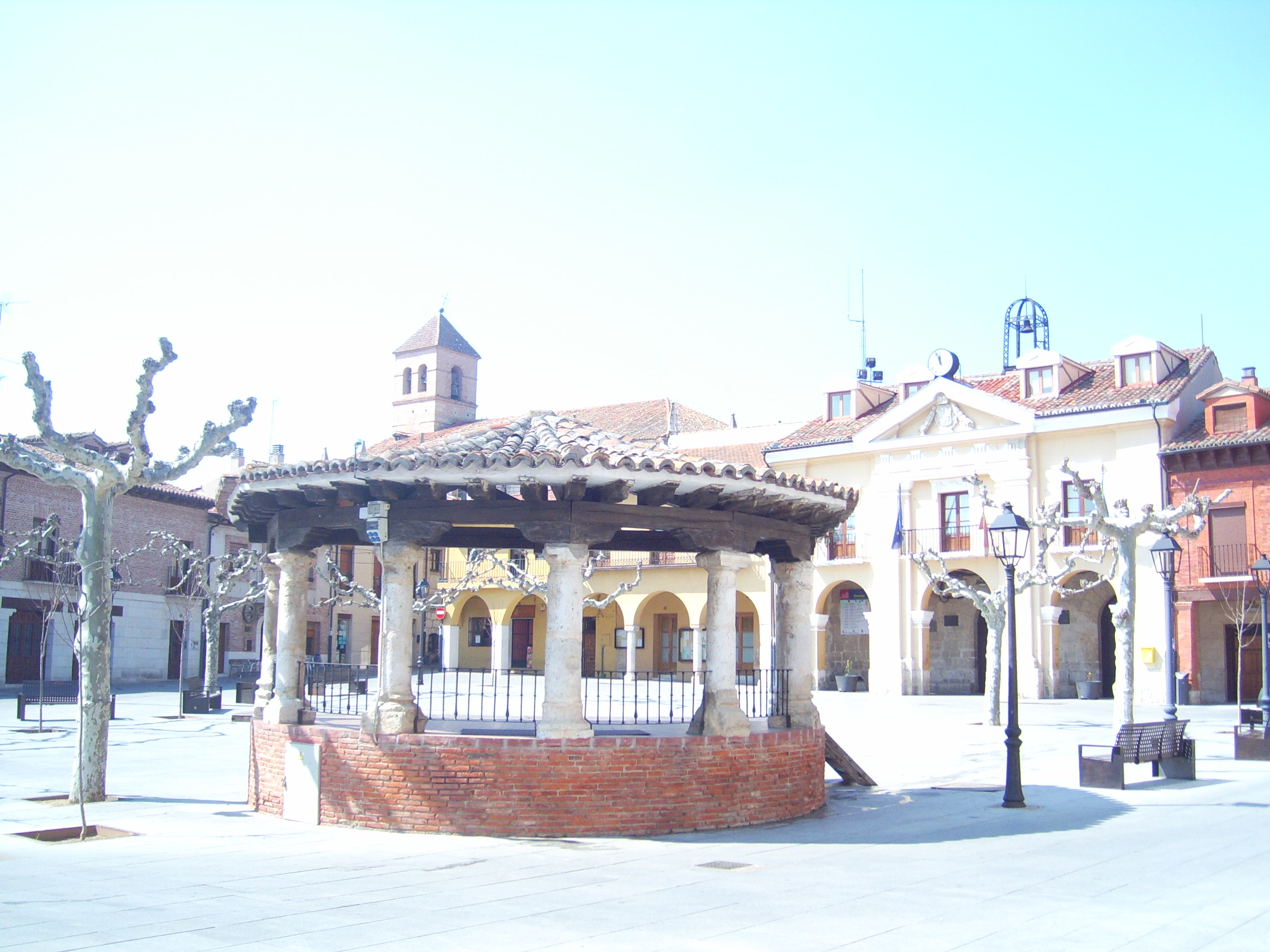
Plaza mayor

El día 6 de agosto, se celebra la fiesta patronal del salvador, en la que rememora la historia de las doncellas de Simancas.
Cuarenta y una personas representan a mediados de julio, cada año desde la instauración de esta cita, en 1994, la Jura del Rey Ramiro II de León, que conmemora el hecho histórico de la batalla de Simancas, en la que las tropas cristianas derrotaron a las de Abderramán III, y el posterior juramento del monarca, que prometió a su pueblo no volver a utilizar a las jóvenes de Simancas como moneda de cambio ante las exigencias de los moros, una vez que ellas decidieron cortarse las manos para evitar ser entregadas.
La Jura es el cierre del ciclo de la leyenda de aquellas valientes doncellas, siete jóvenes que en este acto abandonan el papel que asumieron un año atrás para dejar paso, el 6 de agosto, a las siguientes doncellas, otras siete chicas que se vestirán los trajes medievales con los colores del arco iris en el «Requerimiento» —el alcalde de la Villa requiere a cada joven en su casa, en un acto tradicional que saca al pueblo a las calles— posibilitando así que el ciclo vuelva a comenzar.
Simancas revive de esta manera, año tras año, «una hermosa tradición cuya base es la leyenda astur-leonesa, con un fondo histórico, pero que el pueblo adorna a su manera», en palabras de Teresa Salvador, directora de la Asociación El Zancón, organizadora de las celebraciones y autora de la transcripción del resumen del manuscrito de Manuel Bachiller del siglo XVIII, que recoge el romance de las siete mancas, rehecho en 1982 a instancias del folklorista Joaquín Díaz.

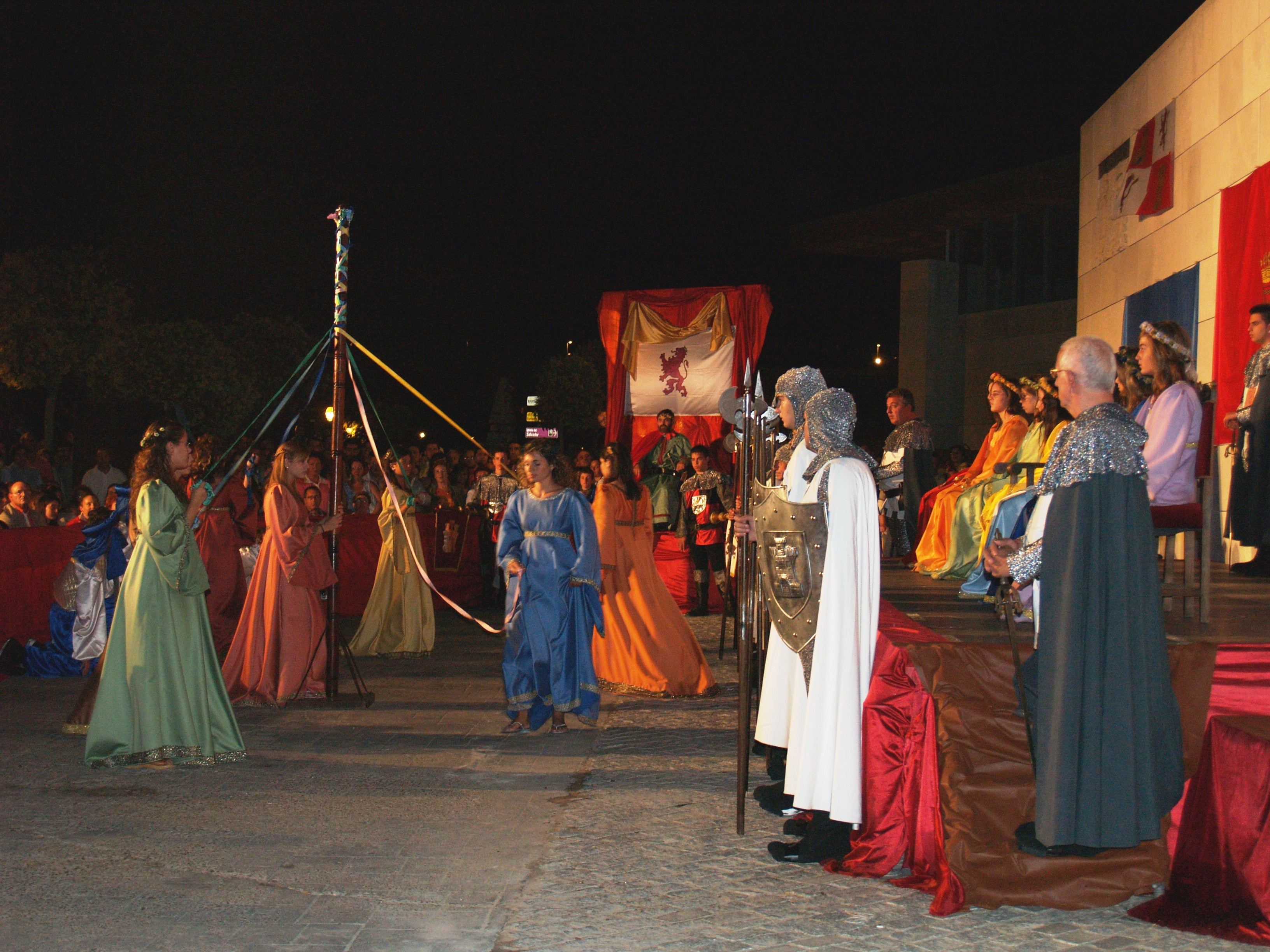
Jura de las doncellas de Simancas en el verano de 2006.

Mientras el Requerimiento de las siete doncellas, que representa la elección y encierro de las jóvenes por parte del Rey a petición de Abderramán III, se celebra desde 1988, según un proyecto presentado al Ayuntamiento aquel año por la propia Teresa Salvador, la Jura, que supone el fin de la historia, una vez que tras su encierro las cautivas deciden cortarse las manos para evitar que los moros se las lleven, sólo tiene doce años de historia.
Danza de los Lazos
Existía en Simancas una interesante danza tradicional relacionada con la Pascua de Resurrección que fue especialmente celebrada a principios del siglo XX. Se llamaba danza de los Lazos y en ella intervenían 12 mozos del lugar. Iban ataviados con un atuendo especial que consistía en una camisa blanca, enaguas de mujer, zapatos y medias blancas con un lazo atado en la rodilla, una banda morada que le cruzaba el pecho y un gorro llamativo, muy alto y adornado con flores. Acompañaba a estos doce danzantes un personaje conocido como el Zárraga que llevaba un látigo con una pelota en el extremo. La danza comenzaba en la plaza Mayor donde el Zárraga anunciaba lo siguiente: Se va a echar un lazo a la salud del señor alcalde. A continuación recorrían las calles y se detenían ante determinadas viviendas que solían ser de los vecinos más ricos y generosos y allí bailaban el lazo y una vez terminado recibían un regalo en metálico.